# Jörg Friedrich
Jörg Friedrich (n. 7 iulie 1959, Rathenow, RDG) este un canotor ce a reprezentat Germania, medaliat olimpic. A participat la o ediție a Jocurilor Olimpice (1980) în care a câștigat o medalie de aur.

## Participări
Lista de mai jos prezintă principalele competiții la care a participat Jörg Friedrich de-a lungul carierei.
- rowing at the 1980 Summer Olympics – men's eight[*][5]